# Living Faith Church Worldwide
Living Faith Church Worldwide (littéralement, l'Église mondiale de la foi vivante, aussi connue sous le nom Winners Chapel ou la Chapelle des Vainqueurs dans certains pays francophones), est une association chrétienne évangélique internationale d'églises charismatiques. Son dirigeant principal est David Oyedepo (1954-) depuis 1983. Son siège, Faith Tabernacle, est une mégaéglise à Ota en banlieue de Lagos au Nigeria et réunit 50 000 personnes chaque dimanche.

## Histoire
Les débuts de l'organisation remontent à mai 1981, David Oyedepo, âgé de 26 ans, diplômé en architecture et docteur en développement humain, a une vision pour son ministère,,. L'église est ainsi fondée en 1983 avec quatre membres. En 2020, elle comptait 8 millions de membres dans 147 pays. 

## Croyances
L'association a une confession de foi charismatique , . Elle croit ainsi aux guérisons avec imposition des mains lors des services, notamment celles de David Oyedepo.

## Faith Tabernacle
Le siège international de l'église est appelé "Faith Tabernacle". Il s'étend sur environ 70 hectares (280 000 m2) et est construit à l'intérieur du complexe d'église appelée Canaanland, d'une taille de plus de 10 500 hectares (42 km2), à Ota, une banlieue de Lagos. Le bâtiment a nécessité 12 mois de travaux. La dédicace de l'édifice a eu lieu en décembre 1998. Il a été considéré comme le bâtiment  d'église le plus grand du monde de 1999 à 2008. Il a une capacité d'accueil de 50 400 personnes. Cannanland a été acheté en 1998 et avait initialement 560 hectares (2,3 km2). Le terrain compte plus de 10 500 hectares (42 km2) et il faut marcher 120 km pour en faire le contour . En 2025, Faith Tabernacle compterait plus de 50 000 personnes à Lagos.

## L’Arche
En 2021, elle a commencé la construction d’un temple nommé L’Arche comptant 109 345 sièges, à côté du Faith Tabernacle.

## Dominion Publishing House
La maison d'édition Dominion Publishing House, affiliée au réseau d'églises, été fondée le 5 décembre 1992 . 

## Éducation
Plusieurs établissements d'enseignement élémentaires et secondaires sont liés à l'église .  En 1986, le Word of Faith Bible Institute, un institut de théologie, est établi. L’Université de l'Alliance est fondée en 2002 près de Lagos. L’Université Landmark est fondée en 2011 à Omu-Aran (près de Ogbomoso) .

## Critiques et controverses
En 2001, un pasteur nigérian d'une église membre au Togo s'est emporté lors d'une prédication en raison d'un prêt d'argent réclamé par des fidèles et a qualifié les Togolais de  "paresseux". La prédication a été enregistrée et diffusée sur une radio privée, ce qui a amené une polémique nationale et conduit à son expulsion du pays.
En 2011, la fortune du fondateur de l’association, David Oyedepo, estimée à 150 millions de dollars et son style de vie luxueux, dont un avion Gulfstream V acheté en 2009 pour 30 millions de dollars et qui est venu s'ajouter à trois autres avions privés, ont été perçus comme un signe de la commercialisation de la foi par le journaliste Mfonobong Nseh,. En 2012, le pasteur Tunde Bakare a condamné la théologie de la prospérité de David Oyedepo, qui serait contraire aux enseignements du Christ .
En 2013, après la mort d'une fille de 9 ans lors d'une séance d'exorcisme dans une église de Winners' Chapel à  Bamenda, Cameroun, le président Paul Biya a demandé la fermeture de 100 églises pentecôtistes du pays, dans le but d’éviter de telle dérive et de régulariser les églises qui n’étaient pas enregistrées .
En 2014, l'économiste Bismarck Rewane a reproché la faible transparence financière des dirigeants des plus grandes églises du Nigéria, dont la Living Faith Church . Le pasteur David Oyedepo a répondu que les dons permettaient notamment de construire des écoles et d'aider les pauvres.